# مارك شاغال
مارك شاغال (بالفرنسية: Marc Chagall)‏ (وذلك النطق وفقًا للأبجدية الصوتِية العالمية)  (ولد في السابع من يوليو 1887، وتوفى في الثامن والعشرين من مارس 1985)، كان فنانًا يهوديًا روسيًا. ولد شاجال في جمهورية روسيا البيضاء (انضمت بعد ذلك للإمبراطورية الروسية) وحصل على الجنسية الفرنسية في عام 1937. كما ارتبط اسمه بالعديد من المدارس الفنية المهمة وكان واحدًا من أنجح فناني القرن العشرين.
في الواقع، لقد رسم لنفسه طريقًا مهنيًا متميزًا في جميع الأدوات والوسائل الفنية والتي تشمل اللوحات الزيتية والرسوم التوضيحية للكتب والزجاج الملون وتصميم ديكورات المسارح والرسم على الخزف والنسيج المزدان بالرسوم والرسوم المطبوعة. هذا بالإضافة إلى أن الصور الشعرية الساحرة والكثيرة في أعمال شاجال لاقت إعجاب العالم أجمع وقال عنه الناقد الفني روبرت هيوز إنه «الفنان اليهودي المثالي في القرن العشرين».
حقق شاجال شهرة واسعة وثروة ضخمة كرائد من رواد مذهب الحداثة وكواحد من أهم فناني المدرسة الرمزية في القرن العشرين. كما قدم على مدار حياته المهنية الطويلة مجموعة من اللوحات التي تعد من أفضل اللوحات المشهورة والمحبوبة في وقتنا هذا. وفقًا لما قاله المؤرخ الفني مايكل جيه لويس، كان شاجال يعتبر «آخر الموجودين من الجيل الأول من الفنانين المحدثين الأوروبيين». ولعقود من الزمن، كان يُنظر إلى شاجال على أنه «أبرز وأفضل فنان يهودي على مستوى العالم». قبل شاجال القيام بالعديد من الأعمال غير اليهودية، بما في ذلك الزجاج الملون في كاتدرائيات مدينتي ريمز وميتز والنصب التذكاري لداج هامرشولد في الأمم المتحددة والصور الجدارية الرائعة في سقف أوبرا باريس.
أما أهم أعمال شاجال فكانت في فترة الحرب العالمية الأولى عندما سافر بين مدن سانت بيترسبيرج وباريس وبرلين. وخلال هذه الفترة، تمكن من ابتكار مزيجه وأسلوبه الخاص في الفن الحديث اعتمادًا على رؤيته لثقافة الفلكلور اليهودي في أوروبا الشرقية. ولقد قضى شاجال فترة الحرب في روسيا. وكانت ثورة أكتوبر التي حدثت عام 1917 في روسيا سلاحًا ذا حدين بالنسبة له؛ حيث قدمت له فرصة وعرضته للخطر في آن واحد. ومنذ ذلك الحين، أصبح شاجال واحدًا من أبرز فناني الاتحاد السوفيتي ورائدًا من رواد مذهب الحداثة. كما أسس مدرسة فيتبيسك للفنون التي تعد من أبرز مدارس الفن في الاتحاد السوفيتي. ومع ذلك، «كان ينظر شعب الاتحاد السوفيتي إلى شاجال على أنه شخص نكرة نظرًا لأنه يهودي ورسام لا تمجد أعماله بطولات الشعب السوفيتي». ونتيجة لذلك، سرعان ما انتقل مع زوجته إلى باريس إلى غير رجعة.
ولقد كتب المؤرخ الفني لويس أن شاجال اشتهر بأمرين وهو أنه رائد مذهب الحداثة وفنان يهودي بارز. ولقد عاصر شاجال العصر الذهبي للحداثة في باريس حيث جمع بين أشكال الفن التكعيبي والرمزي والفوقي. ولقد أدى تأثير الفن الفوقي إلى ظهور السيريالية. ومع ذلك، وطوال هذه المراحل التي مر بها أسلوب شاجال، فإنه ظل يمثل بشكل رائع الفنان اليهودي الذي تعبر أعماله عن حلم طويل للحياة التي عاشها في قريته الأصلية بفيتبيسك. وعندما مات ماتيس، قال بابلو بيكاسو في الخمسينيات من القرن العشرين إن «شاجال هو الرسام الوحيد الذي ما زال على قيد الحياة ويفهم المعنى الحقيقي للألوان».
|  |

## السيرة الذاتية
ولد مارك شاجال في ليوزنو أو (ليوزنا) بالقرب من فيتبيسك وهي تقع الآن داخل حدود روسيا البيضاء. وكان شاجال أكبر إخوته البالغ عددهم تسعة وكانت عائلته يهودية مترابطة يسيطر عليها والده، ويدعى خاتسكل (زاخار) شاجال وكان يعمل تاجرًا في أسماك الرنجة وكان اسم والدته فيجيت. وتظهر هذه الفترة من حياته في أعماله وكان عادةً ما يصفها بأنها من الفترات السعيدة في حياته على الرغم من الفقر الذي عانت منه الأسرة آنذاك. جدير بالذكر أن منزل الأسرة الموجود في شارع بوكروفسكايا تحول الآن إلى متحف مارك شاجال. 
بدأ شاجال دراسة الرسم في عام 1906 مع أحد الفنانين الموجودين في بلدته وكان يدعى ياهودا بن. وفي عام 1907، انتقل للسكن في مدينة سانت بيترسبيرج. وهناك التحق بمدرسة Society of Art Supporters (مجتمع المهتمين بالفن) ودرس على يد نيكولاي روريتش. وفي هذه المدرسة أيضًا تعرف على أفكار المسرح التجريبي وأعمال بعض الفنانين التجريبيين، مثل جاوجوين. ومنذ عام 1908 وحتى عام 1910، درس شاجال الرسم على يد ليون باكست في مدرسة Zvantseva للرسم والتلوين.

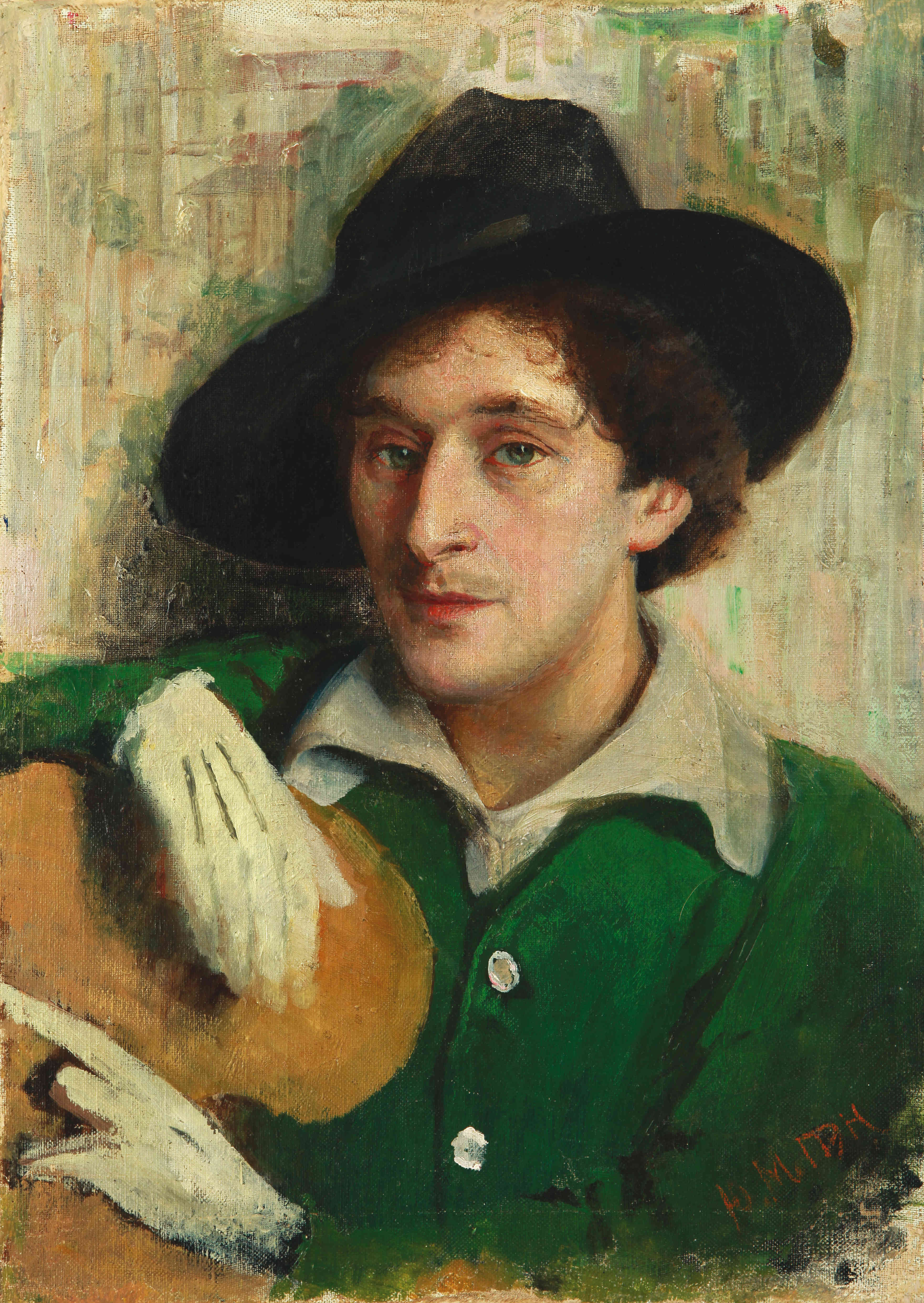
لوحة للفنان شاجال قام برسمها ياهودا بن الذي كان أول من علم شاجال الرسم في فيتبيسك

 وتعد هذه الفترة من الفترات الصعبة التي مر بها شاجال في حياته؛ حيث كان لا يسمح للمواطنين اليهود بالعيش في مدينة سانت بيترسبيرج إلا إذا كان معهم تصريحًا بذلك. لذا، سجن الفنان شاجال لمدة قصيرة نظرًا لمخالفته هذا القانون. وعلى الرغم من ذلك، ظل شاجال يعيش في مدينة سانت بيترسبيرج حتى عام 1910، وكان يزور بانتظام مدينته الأصلية حيث قابل زوجة المستقبل في عام 1909 وكانت تدعى بيلا روزينفيلد.
بعد أن ذاع صيت شاجال في مدينة سانت بيترسبيرج كرسام ماهر، غادر المدينة ليستقر في باريس لكي يكون قريبًا من المجتمع الفني الآخذ في الازدهار في مقاطعة مونبارناس، حيث كون هناك العديد من علاقات الصداقة مع رواد الفن، مثل جيوم أبولينيير وروبرت ديلوني وفيرناند ليجيه. وفي عام 1914، قرر العودة إلى فيتبيسك وبعد مرور عام تزوج خطيبته بيلا. وعندما كان شاجال وزوجته في روسيا في الوقت الذي اندلعت فيه الحرب العالمية الأولى في 1916، استقبلوا مولودهم الأول وكانت فتاة اسمها أيدا.
وأصبح شاجال عضوًا نشطًا في الثورة الروسية في عام 1917. جدير بالذكر أن شاجال لم ينجح على المستوى السياسي أثناء حكم النظام السوفيتي، وذلك على الرغم من أن وزارة الثقافة الروسية جعلته مفوضًا لحركة الفن في منطقة فيتبيسك الروسية والتي أسس فيها متحف فيتبيسك للفن الحديث ومدرسة للفنون. «كان ينظر شعب الاتحاد السوفيتي إلى شاجال على أنه شخص نكرة نظرًا لأنه يهودي ورسام لا تمجد أعماله بطولات الشعب السوفيتي.»  لذا، فقد قرر هو وزوجته العودة إلى باريس في عام 1922.
وفي أثناء هذه الفترة، قام شاجال بكتابة عدد من المقالات والأشعار ومذكراته (باللهجة الييدية) وكانت هذه الأعمال تنشر بشكل أساسي في الصحف (ولم يتم نشرها في شكل كتاب إلا بعد وفاته). حصل شاجال على الجنسية الفرنسية في عام 1937.
ومع الاحتلال النازي لفرنسا أثناء الحرب العالمية الثانية وترحيل اليهود، اضطر شاجال وعائلته إلى الهرب من باريس بحثًا عن ملجأ آمن في Villa Air-Bel في مدينة مارسيليا، حيث ساعده الصحفي الأمريكي فاريان فراي في الهرب من فرنسا عن طريق إسبانيا والبرتغال. وفي عام 1941، استقر شاجال وأسرته في الولايات المتحدة الأمريكية، حيث عاش فيها حتى عام 1948 (ماتت زوجته في عام 1944).
زيجاته
أنجب شاجال من زوجته بيلا التي ظهرت في العديد من لوحاته طفلة واحدة اسمها أيدا وماتت بيلا بعد ذلك في 2 سبتمبر 1944. ولقد ظهرت زوجته بيلا وطفلته أيدا في العديد من لوحاته الأولى والأكثر شهرة. وفي عام 1945، بدأ علاقة جديدة مع مدبرة منزله فيرجينيا هاجرد ماكنيل والتي أنجب منها ابنه دافيد. وفي الخمسينيات، انتقلوا للعيش في فيلا بمدينة بروفانس. وفي عام 1952، تركته فيرجينيا وتزوج بعدها من امرأة تدعى فالنتاينا برودسكاي (والتي كان يدعوها «فافا»). Harshav, Benjamin; Chagall, Marc; Harshav, Barbara.:801
تأثير اليهودية على شاجال
لقد كانت علاقة شاجال بالديانة اليهودية علاقة معقدة للغاية. فمن ناحية، كان يرى شاجال ثقافته الروسية اليهودية مرجعًا أساسيًا يعتمد عليه في خياله الفني. وعلى الرغم من تناقض أفكاره فيما يخص عقيدته، فإنه لم يستطع تجنب تأثير ماضيه اليهودي على أعماله الفنية. وعندما أصبح شاجال شخصًا بالغًا، كان قد ترك ممارسة العبادة اليهودية، ولكنه ظل يحاول من خلال لوحاته وأعماله من الزجاج الملون أن يقدم رسالة عالمية مستخدمًا أفكار يهودية ومسيحية.
الفترة الأخيرة من حياته
لقد سافر شاجال إلى اليونان مرات عديدة كما قام بزيارة إسرائيل في عام 1957. وفي أثناء هذه الفترة، أعاد اكتشاف الاستخدام الحر والنابض بالحياة للألوان. وكانت أعماله في هذه الفترة مكرسة للتعبير عن الحب وبهجة الحياة، وذلك باستخدام رموز وأشكال منحنية ومتداخلة. كما بدأ شاجال في العمل في أشكال أخرى من الفن، مثل النحت والرسم على الخزف والزجاج الملون.
وفي نقد ظهر مؤخرًا لأحد الكتب التي تناولت السيرة الذاتية لشاجال، كتبت المؤلفة سيرينا دافيز: «في الوقت الذي توفي فيه شاجال في فرنسا عام 1985 - وقد كان آخر أساتذة مذهب الحداثة الأوروبي حيث عاش بعد وفاة الفنان جوان ميرو عامين - كان قد مر بالآمال العريضة وخيبات الأمل الساحقة من الثورة الروسية كما شهد نهاية الحكم الإنجليزي في أيرلندا وإبادة معظم يهود أوروبا، بالإضافة إلى القضاء على مدينة فيتبيسك موطنه الأصلي الذي لم ينجُ من سكانه البالغ عددهم 240.000 نسمة غير 118 فردًا من جراء الحرب العالمية الثانية.» 
وأضافت سيرينا بعد ذلك "إن الكتاب يتركنا في النهاية مع صورة لرجل جاء من لا مكان ليحظى بإعجاب وتقدير عالمي. إلا أن علاقته الهشة بهويته اليهودية كانت معقدة ومأساوية، حيث كان محرومًا من العيش في موطنه ولم يكن يمارس شعائر ديانته اليهودية. لقد توفي شاجال دون أن تقام له أي طقوس يهودية ولم يقم أحد بتلاوة الصلاة اليهودية على قبره.

## حياته الفنية
، أستاذ الطباعة في Mourlot Studios، قضى شاجال 30 عامًا من عمره في اكتشاف أداة الجرافيك التي تصلح بشكل كبير للاستخدام في التمثيل اللوني. هذا بالإضافة إلى أن تشارلز سورلييه أصبح واحدًا من أقرب أصدقاء شاجال ومساعده ومستشاره الخاص حتى يوم وفاته.
من الصعب تصنيف الأعمال الفنية لشاجال. فالعمل في عالم الفن الباريسي قبيل الحرب العالمية الأولى، جعل شاجال مرتبطًا برواد المدارس الفنية البارزين في ذلك الوقت، وذلك على الرغم من أن أعماله الفنية كانت باستمرار مخالفة للمدارس الفنية المشهورة والاتجاهات السائدة، ومنها المدرسة التكعيبية والمدرسة الفوقية. كما أنه ارتبط للغاية بالمدرسة الباريسية وأهم مناصريها، مثل أميدو موديلياني.
ونظرًا لاحتواء أعمال شاجال على العديد من الإشارات إلى مرحلة طفولته، فقد وجه إليها النقد بسبب استخفافه ببعض الاضطرابات والأحداث المهمة التي مر بها. وكان يعمل دائمًا على نقل الشعور بالبهجة والتفاؤل إلى كل من يشاهدوا أعماله بدقة، وذلك عن طريق استخدام مجموعة من الألوان الحية والزاهية. وكثيرًا ما كان شاجال يجعل من نفسه - في بعض الأحيان مع زوجته - مراقبًا لعالم ملون يشبه ذلك العالم الذي يمكن رؤيته من خلال نوافذ الزجاج الملون. يرى البعض لوحة The White Crucifixion التي تحتوي على الكثير من التفاصيل الخادعة على أنها شجب واتهام لحكم ستاليني والمحرقة النازية والاضطهاد الذي تعرض له اليهود بشكل عام.

## تصميم ديكورات المسرح وملابس الممثلين
بعد قيام الثورة البلشفية، أصبح المسرح الروسي اليهودي عاملاً محفزًا على تأسيس المدرسة التجريبية الحديثة. ولقد تمت الاستعانة بشاجال وفنانين آخرين من أجل تصميم ديكورات المسرح وملابس الممثلين، وذلك عن طريق الجمع بين الفلكلور الروسي وبعض عناصر المدرسة المستقبلية التكعيبية والمدرسة البنائية 

## نوافذالزجاج الملون
في فترة الستينيات والسبعينيات، اشترك شاجال في مجموعة من المشاريع الضخمة التي تضمنت بعض الأماكن العامة والمباني الدينية والمدنية المهمة. فعلى سبيل المثال، يقوم 200.000 زائر سنويًا بزيارة كاتدرائية سانت ستيفين الموجودة في مدينة مينز بألمانيا. وقد ذُكر في الموقع الخاص بهذه المدينة على شبكة الإنترنت أن السياح من مختلف أنحاء العالم يقصدون جبل سانت ستيفين ليشاهدوا نوافذ الزجاج الملون ذات اللون الأزرق اللامع التي قام بها الفنان مارك شاجال. إن كاتدرائية سانت ستيفين هي الكنيسة الألمانية الوحيدة التي قام بتصميم نوافذها الفنان اليهودي مارك شاجال (1887-1985). 

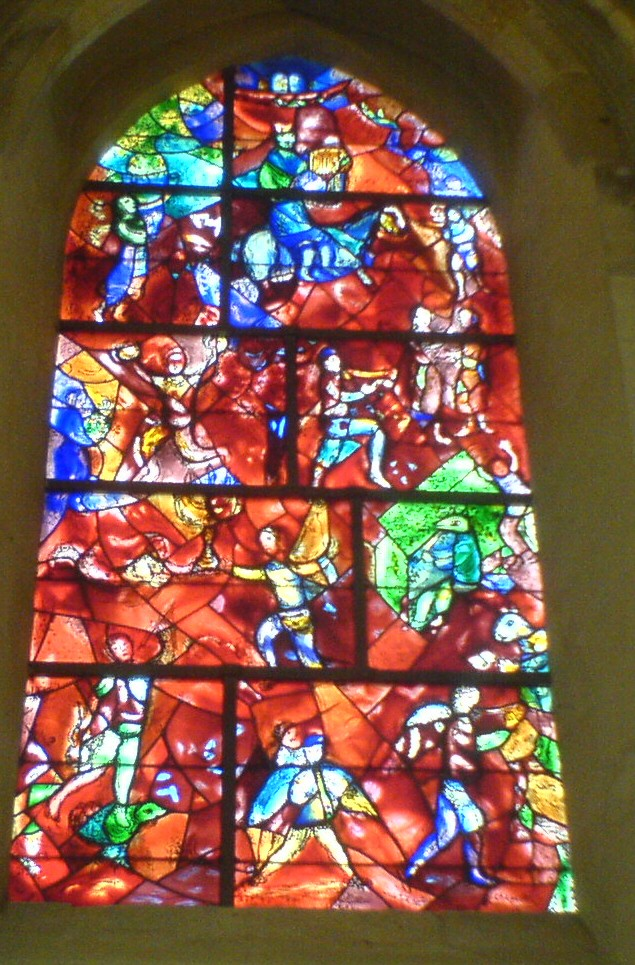
نوافذ الزجاج الملون في كاترائية تشيشستر

 ويذكر هذا الموقع أيضًا ما قاله الأسقف كلاوس مايير الذي يتحدث عن أعمال شاجال في العظات والكتب: «إن الألوان الموجودة في هذه النوافذ تخاطب إدراكنا الواعي بشكل مباشر، وذلك لأنها توحي بالتفاؤل والأمل والبهجة في الحياة». ونجح الأسقف في التواصل مع شاجال في عام 1973، كما نجح في إقناع «أستاذ الألوان والرسائل التوراتية» لكي يبرهن على العلاقة القائمة بين اليهودية والمسيحية والتفاهم العالمي، وذلك من خلال رسوماته في المذبح الشرقي. وفي عام 1978، تم وضع أول نافذة قام بإعدادها شاجال في المكان المخصص لها بالكنيسة وقد كان يبلغ من العمر في ذلك الوقت 91 عامًا. ولحقت بهذه النافذة ثمان نوافذ أخرى، تم وضع ستة منها في المذبح الشرقي وثلاثة في جناح الكنيسة.
وفي عام 1960، قام شاجال بعمل مجموعة أخرى من نوافذ الزجاج الملون في المعبد اليهودي الخاص بمستشفى الهداسا (الحداثة) عين كارم في القدس. جدير بالذكر أنه خلال حرب الأيام الستة (1967) تعرضت المستشفى لهجوم عنيف عرض أعمال شاجال للخطر. وردًا منه على ذلك، كتب شاجال خطابًا من فرنسا يقول فيه: «إنني غير قلق على النوافذ، ولكنني قلق فقط على سلامة وأمن إسرائيل. حافظوا على إسرائيل آمنة وسأقوم بعمل نوافذ أخرى أجمل بكثير من التي سبقتها.» ومن حسن الحظ أنه تم نقل معظم اللوحات في الوقت المناسب فيما عدا لوحة واحدة لحق بها ضرر كبير. وفي عام 1973، أصدرت إسرائيل مجموعة من الطوابع تحتوي على النوافذ الملونة التي أعدها شاجال والتي كانت تصور القبائل الاثنى عشر.
يوجد في القاعة العامة بمقر الأمم المتحدة نافذة من الزجاج الملون من تصميم شاجال والتي كانت هدية من الأمم المتحدة وشاجال نفسه. ولقد تم تقديمها كهدية تذكارية في عام 1964 إلى داج هامرشولد الأمين العام الثاني للأمم المتحدة بالإضافة إلى 15 شخصًا آخرين ماتوا معه في حادث تحطم طائرة عام 1961.
ولقد عرض الموقع الخاص بالأمم المتحدة على شبكة الإنترنت وصفًا دقيقًا لهذه الهدية التذكارية التي كانت من الزجاج الملون ويبلغ عرضها 15 قدمًا وارتفاعها 12 قدمًا وتحتوي على العديد من رموز السلام والحب، مثل صورة جميلة لطفل صغير يظهر في الوسط ويقبله وجه ملائكي يخرج من داخل باقة زهور. وعلى اليسار، يوجد في أسفل الصورة وأعلاها رموز تعبر عن الأمومة والأشخاص الذين يكافحون من أجل تحقيق السلام. حتى الرموز الموسيقية لم تخلُ منها هذه اللوحة الزجاجية، وقد تم التعبير عنها من خلال السيمفونية التاسعة لبيتهوفن والتي كانت مفضلة للسيد هامرشولد. 

## الأنسجة المزدانة بالرسوم
قام شاجال أيضًا بتصميم بعض الأنسجة المزدانة بالرسوم والصور والتي تم نسجها تحت إشراف Yvette Cauquil-Prince الذي شارك بيكاسو في بعض الأعمال الفنية. جدير بالذكر أن هذه الأنسجة المزدانة بالرسوم كانت أكثر ندرة من لوحاته، حيث لم يُعرض في السوق التجارية غير 40 عملاً فقط. ولقد قام شاجال بتصميم ثلاثة أنسجة مزدانة بالرسوم لقاعة الكنيست في إسرائيل، هذا بالإضافة إلى 12 قطعة من الفسيفساء التي استخدمت كموزايك للأرضية وقطعة موزايك للحائط.

## الكليشيهات والرسم على الخزف
في عام 1930، تم تفويض شاجال لكي يقوم بعمل سلسلة من النسخ المطبوعة للتوراة من قبِل تاجر الأعمال الفنية الباريسي أمبرواز فولار. ولقد أمضى شاجال ثلاثة أشهر في فلسطين من أجل أن يرسم مجموعة من الصور الغواشية (صور مرسومة بالألوان المائية). وأنجز شاجال 66 لوحة بحلول عام 1939 ثم انقطع عن المشروع وعاد إليه مرة أخرى بعد 13 عامًا أي بعد المحرقة.
إن هذه الكليشيهات الملونة باليد والتي انتهى من تصميمها في 1956 توضح مشاهد من العهد القديم والتي عرضها شاجال بأسلوبه الفريد. h
وعلى غرار بيكاسو قام شاجال بالرسم على الخزف. وعلى الرغم من ذلك، فإن أيًا من أعمال شاجال لم تنسخ وكانت نادرة للغاية ويمكن رؤيتها في عدد محدود من المتاحف الموجودة على مستوى العالم.

## المعارض الفنية وعروض السفر

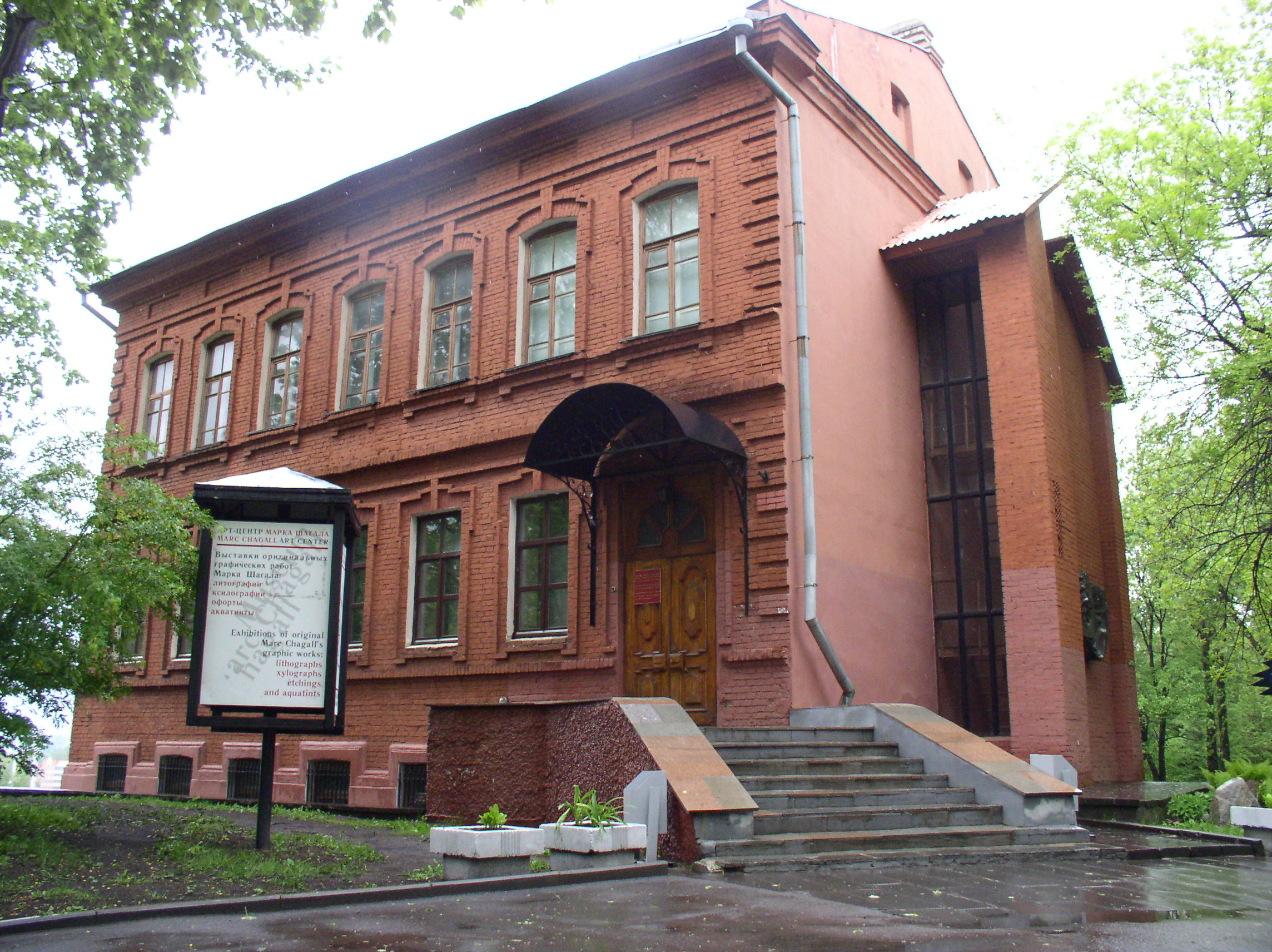
مركز فنون شاجال في فيتبيسك بروسيا البيضاءتوجد

أعمال الفنان شاجال في عدة أماكن مختلفة، مثل قصر جارنييه (دار الأوبرا القديمة) وChase Tower Plaza في قلب شيكاجو وأوبرا المتروبوليتان وكاتدارئية ميتز وكاتدرائية نتردام في ريمز وكنيسة Fraumünster في زيوريخ بسويسرا وكنيسة القديس ستيفين في مينز بألمانيا ومتحف الرسالة التوراتية في نيس بفرنسا والذي ساعد شاجال في تصميمه.
وتقع الكنيسة الوحيدة التي قام شاجال بعمل جميع النوافذ الموجودة فيها من الزجاج الملون في قرية صغيرة جدًا تعرف بقرية تودلي في مدينة كينت بإنجلترا. قام شاجال أيضًا بتصميم 12 نافذة من الزجاج الملون ذي الألوان الزاهية لمستشفى هداسا (الحداثة) عين كارم في القدس، وقد كانت كل نافذة من هذه النوافذ تصور قبيلة معينة من القبائل الاثنى عشر. وفي الولايات المتحدة الأمريكية، تحتوي كنيسة الاتحاد في بوكانتيكو هيلز على مجموعة من النوافذ التي صممها شاجال وتمثل إحياءً لذكرى الرسل والتي قام بوضعها فيها جون دي روكيفيلير الابن. http://www.hudsonvalley.org/content/view/17/47 /
وفي مركز لينكولن بولاية نيويورك، يوجد لوحتان زيتيتان جداريتان لشاجال، وهما The Sources of Music وThe Triumph of Music ولقد تم وضعهما في قاعة دار أوبرا ميتروبوليتان الجديدة والتي تم افتتاحها في عام 1966. هذا بالإضافة إلى أنه في نيويورك، يوجد في المقر الرئيسي للأمم المتحدة حائط من الزجاج الملون من تصميم شاجال. وفي عام 1967، احتفلت الولايات المتحدة الأمريكية بذكرى هذا العمل الفني وذلك من خلال إصدار بعض الطوابع البريدية والطوابع التذكارية.
وفي عام 1973، تم افتتاح متحف شاجال  Musée National Message Biblique Marc Chagal، في نيس بفرنسا. تم تأسيس المتحف الذي يحمل اسمه في مدينة فيتبيسك في عام 1997 في المبنى الذي كانت تعيش فيه أسرته، على الرغم من أن شاجال قبل وفاته التي سبقت انهيار الكتلة السوفيتية بسنوات كان شخصية غير مرغوب فيها على الإطلاق في وطنه. واحتوى المتحف على نسخ من أعماله فقط.
وفي عام 2007، أقيم معرض لأعمال شاجال تحت اسم Chagall of Miracles في متحف فيتوريانو بروما، وقد ضم هذا المعرض بعض لوحاته مثل، Red Jew (1915) وAbove the City (1914-1918) وComposition with Circles and Goat (1920) وThe Fall of the Angel (1923-1947). وعلى الرغم من أنه كان يهوديًا، فقد قام بتوظيف بعض الأيقونات والصور المسيحية في أعماله. وتميز أيضًا بأنه كان شخصًا حالمًا استطاعت أعماله أن تلمس الوقائع المريرة للحرب والاضطهاد. جدير بالذكر أن الأعمال التي تم عرضها في هذا المعرض خير دليل على هذه الحقائق الخاصة بأعمال شاجال.

## أقوال وردت على لسان شاجال
- تبدو الألوان المتقاربة في درجاتها جميلة عندما تتجاور مع بعضها البعض، بينما تكون أكثر جمالاً عندما تتجاور مع أضداها."
- «يبدأ الفن العظيم من حيث تنتهي الطبيعة.»
- «لقد جئت إلى هذا العالم لكي أَحدث صدمة نفسية من خلال أعمالي الفنية، صدمة يدعمها دائمًا التفكير التصويري؛ أي البعد الرابع.»
- "أستطيع أن أعمل في أي وسط أو بيئة أشعر فيها بالحب والتقدير.
- «إذا كان لا بد من العثور على رمز في لوحة لي، فليس هذا هدفي على الإطلاق. وهذه نتيجة لا أسعى للوصول إليها. فهذا أمر يمكن اكتشافه فيما بعد ويمكن تفسيره وفقًا للذوق.»
- «لو لم أكن يهوديًا... لم أكن سأصبح فنانًا أو ربما كنت سأصبح فنانًا مختلفًا تمامًا.»
- «في حياتنا يوجد لون واحد، تمامًا مثلما يوجد على لوحة ألوان الرسام، وهو اللون الذي يعطي حياتنا وفننا معنى. إنه لون الحب.»
- «اسمي مارك وحياتي العاطفية متقلبة وجيبي خاوي من المال، ولكنهم يقولون إنني أملك موهبة فطرية.»
- «هلا أمدني ربي أو أي شخص آخر بقوة تعينني على أن أتنفس الصُعداء وأطلق تنهدات التوسل وأنات الحزن والتضرع للخلاص والميلاد من جديد؟»
- «هل سيكون هناك من مزيد؟»
- جميعنا يعرف أن الشخص الجيد يمكن أن يكون فنان سيئ. ولكن ليس من الممكن أن نجد فنانًا نابغًا إلا إذا كان إنسانًا رائعًا؛ ومن ثم فهو شخص جيد أيضًا."
- «لا يثير اهتمامي في الحياة غير الحب، ولا أتعامل إلا مع الأشياء التي أحبها.»

## روابط خارجية
- مارك شاغال على موقع IMDb (الإنجليزية)
- مارك شاغال على موقع الموسوعة البريطانية (الإنجليزية)
- مارك شاغال على موقع مونزينجر (الألمانية)
- مارك شاغال على موقع ميوزك برينز (الإنجليزية)
- مارك شاغال على موقع إن إن دي بي (الإنجليزية)
- مارك شاغال على موقع ديسكوغز (الإنجليزية)
- مارك شاغال على موقع قاعدة بيانات الفيلم (الإنجليزية)

## ثبت المراجع
- Alexander, Sidney, Marc Chagall: A Biography G.P. Putnam's Sons, 1978.
- Chagall, Marc, My Life Peter Owen, 1965.
- Compton, Susann, Chagall Harry N. Abrams, 1985.
- Harshav, Benjamin, ed. Marc Chagall on Art and Culture، Stanford, CA: Stanford University Press, 2003 ISBN 0-8047-4830-6
- Kamensky, Aleksandr  [لغات أخرى]‏, Marc Chagall, An Artist From Russia، Trilistnik, Moscow, 2005 (In Russian)
- Kamensky, Aleksandr  [لغات أخرى]‏, Chagall: The Russian Years 1907-1922.، Rizzoli, NY, 1988 (Abridged version of Marc Chagall, An Artist From Russia) ISBN 0-8478-1080-1
- Nikolaj, Aaron, Marc Chagall., (Monographie) Reinbek 2003 (In German)
- Shishanov V.A. Vitebsk Museum of Modern Art - a history of creation and a collection. 1918-1941. - Minsk: Medisont, 2007. - 144 p.http://vash2008.mylivepage.ru/file/1774/6236_MuzeyVitebskFragment3.pdf
- Wilson, Jonathan Marc Chagall، Schocken, 2007 ISBN 0-8052-4201-5
- Wullschlager, Jackie. Chagall: A Biography Knopf, 2008

## روابط إضافية
- Official site of Marc Chagall Museum in Vitebsk, Belarus
- Official site of Marc Chagall Museum in Nice, France
- Marc Chagall at the Museum of Modern Art (MoMA)
- Marc Chagall at Olga's Gallery
- Pictures of: Me and My Village, Self-Portrait with Seven Fingers, and Chagall's illustrations to the Bible: Song of Songs III (1960), Jacob's Dream (1954-67), Adam and Eve Expelled from Paradise (1954-67), and Abraham and the Three Angels (1954-67)
- Column about revivals of "Fiddler on the Roof"
- Marc Chagall Website